# Scorebord

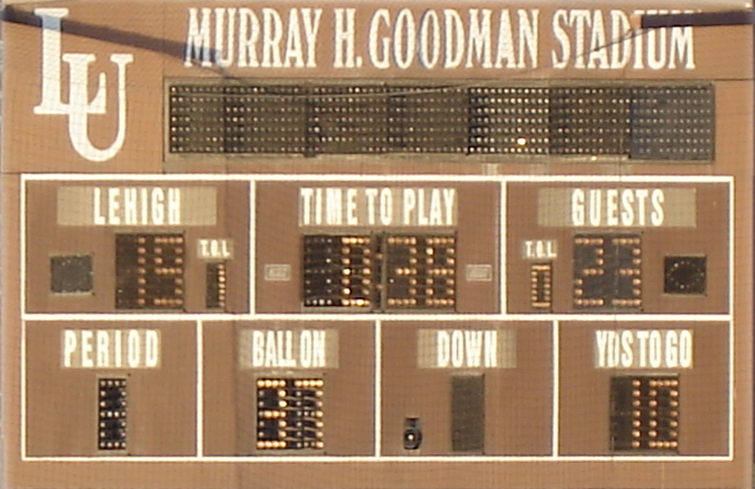
Een scorebord voor American Football

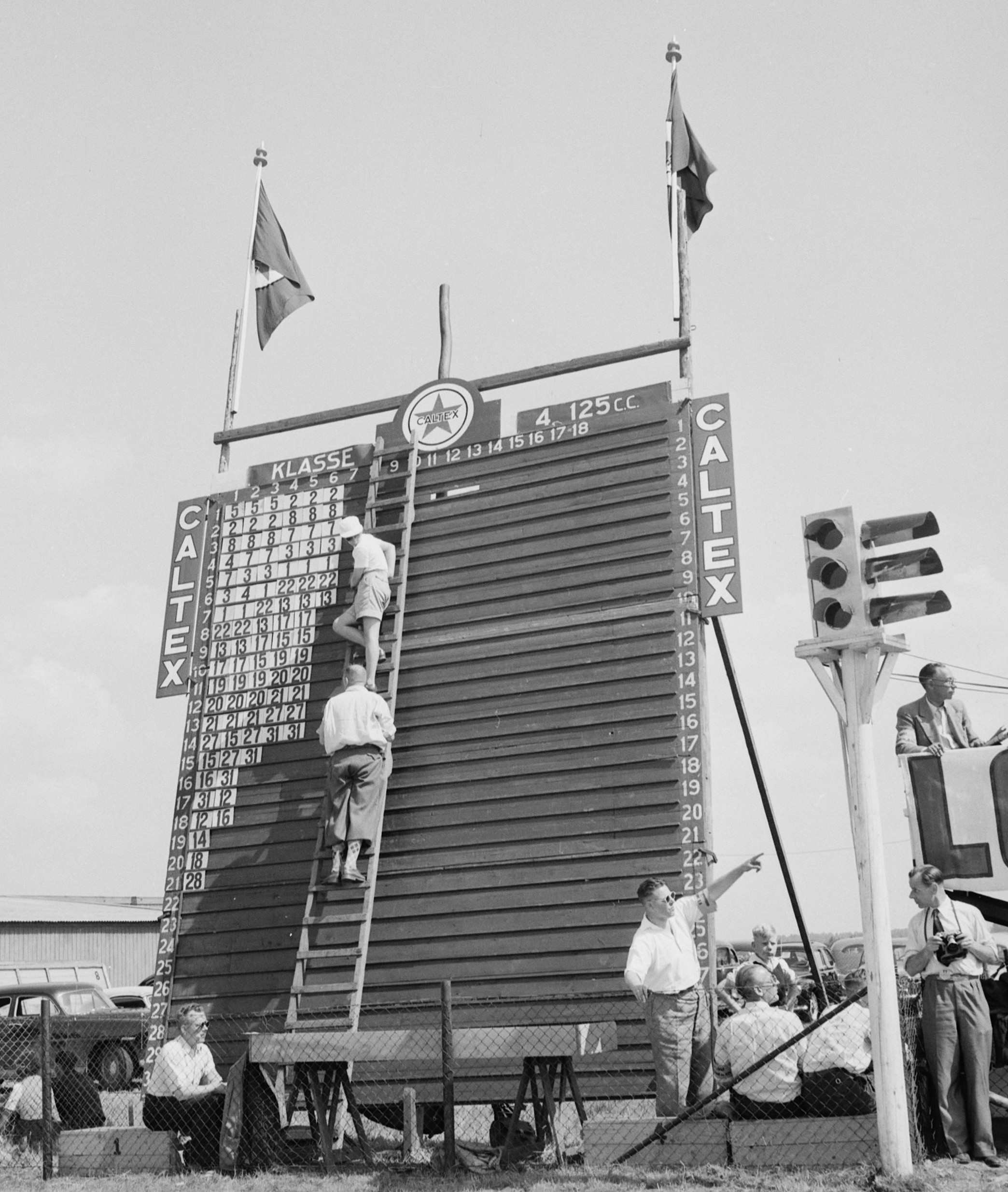
Scorebord van de TT race in Assen (1952)

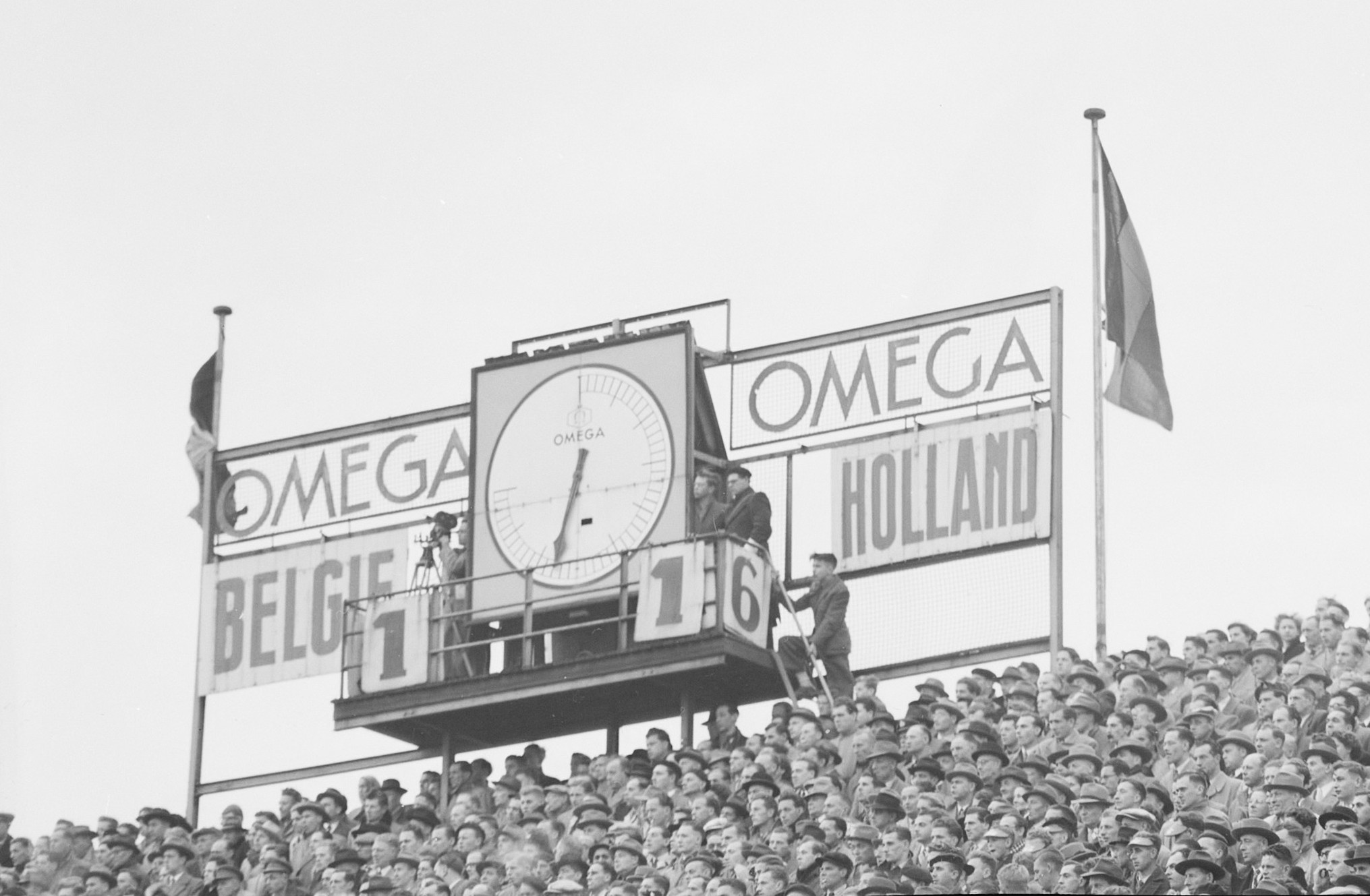
Voetbal scorebord (1952)

Een scorebord is een bord waarop de score van een wedstrijd vermeld wordt, zichtbaar voor iedereen die bij het evenement aanwezig is. Een scorebord wordt van origine gebruikt bij sportwedstrijden, maar kan ook te vinden zijn in quizzen en andere competitieve verbanden.
Om de score te kunnen bijhouden werd er aanvankelijk gewerkt met een houten bord met haken waarop bordjes met getallen bevestigd konden worden. Ook waren er systemen met inschuifvakken, bijvoorbeeld nog te vinden op de bijvelden van het tenniscentrum van Wimbledon.
Later werden er mechanische draaimechanismen ontwikkeld waarbij de scorebijhouder door het draaien aan een hendel de getallen die zich in een cirkel op de achterzijde bevonden voor het raampje aan de voorkant kon draaien. 
In later tijden kwamen er elektronisch bediende getalsschermen en tegenwoordig zijn er computergestuurde lichtborden beschikbaar. De laatste jaren worden ook grote videoschermen gebruikt als scorebord. Hierop kunnen dan naast de scores ook beelden van de wedstrijd worden getoond.